# 鲁汶天主教大学 (荷兰语)
鲁汶天主教大学（荷蘭語：Katholieke Universiteit Leuven，荷蘭語發音：[katoˈlikə ʔynivɛrsiˈtɛit ˈløːvə(n)] ⓘ，缩写为），常简称作鲁汶大学，是比利时魯汶的一所天主教研究型大學。在計算機科學、工程、自然科學、神學、人文科學、醫學、法律、教會法、商業和社會科學領域開展教學、研究，是世界的顶尖大学之一。
除了在魯汶的主校區外，它還在科特赖克、安特卫普、根特、布魯日、海尔、迪彭贝克、阿爾斯特、圣卡特莱娜-瓦弗尔和比利時首都布魯塞爾設有分校區。鲁汶天主教大学是比利時和低地國家最大的大學。在2017學年，超過58,000名學生入學。它的主要教學語言是荷蘭語。
鲁汶天主教大学在主要排名表中一直位居世界前百大之列。2021年，泰晤士高等教育排名第42位、QS世界大學排名第70位，世界大學學術排名第87位。從2016年開始，湯森路透連續四年將鲁汶天主教大学評為歐洲最具創新性的大學，其研究人員申請的專利數量超過歐洲任何其他大學。
该校历史可以追溯至1425年由教宗马丁五世下令建立的鲁汶大学。1968年鲁汶天主教大学分裂，讲荷兰语的部分留在鲁汶，讲法语的部分则搬至新鲁汶，建立法语鲁汶天主教大学。

## 地理位置
大学位于西欧历史名城——鲁汶。鲁汶和德国哥廷根、海德堡类似，为传统大学城，校园没有围墙。鲁汶大学校产遍布全城，并拥有世界历史文化遗产一处。鲁汶距离欧盟首都布鲁塞尔仅约25公里。鲁汶火车站有专列特快直达车次往返于布鲁塞尔国际机场和鲁汶大学城。

## 历史沿革
鲁汶曾是三所不同大学的所在地。

### 鲁汶大学
1425年是教会禧年，在布拉班特公爵若望四世的提议下，罗马教宗瑪定五世于12月9日诏令建立鲁汶大学。鲁汶大学初创时期教授主要来自巴黎大学、科隆大学和维也纳大学，并设有文学院、法律学院和医学院。1432年，增设神学院。后来规模逐渐扩大，学术声望也明显提高。许多著名学者也来此执教。
16世纪人文学者伊拉斯谟在鲁汶大学执教，并于1517年创建了三语言学院，研究希伯来文、拉丁文与希腊文，使鲁汶大学成为当时欧洲人文主义研究的中心。富有改革精神的教宗哈德良六世也曾是鲁汶的教授。哲学家尤斯图斯·利普修斯也曾在这里执教过很多年。鲁汶大学的科学传统源于数学家海马·弗里修斯，他培养了很多科学家，如地图学者墨卡托，他的绘制地图方法至今仍在使用；植物学家伦贝特·多东斯和现代解剖学之父安德烈亚斯·维萨留斯也在鲁汶学习或执教过。
鲁汶大学初建时，适逢比利时地区经济崛起，大学发展迅速。但随后比利时地区先后经历西班牙、奥地利、法国和荷兰联合王国的统治。在西班牙统治时期，在今荷兰南部和比利时佛兰德地区爆发了尼德兰宗教战争，鲁汶大学因战火遭到严重破坏。奥地利统治时期，教育体制受奥地利的深刻影响，体制较为僵硬。在法国统治时期，鲁汶大学曾一度被迫关闭。1797年，鲁汶大学被法国政府关闭。

### 鲁汶国立大学
法国统治结束后，南尼德兰成为荷蘭聯合王國一部分。1817年，荷兰国王威廉一世在鲁汶建立了一所世俗大学，即鲁汶国立大学。许多原鲁汶大学的教授在此任教。1835年，该大学关闭。

### 鲁汶天主教大学
依教宗額我略十六世1833年12月13日简函的授权，1834年11月8日，比利时主教们在梅赫伦创立了比利时天主教大学（拉丁語：Universitas catholica Belgii）。1835年12月1日，该大学迁至鲁汶并更名为“鲁汶天主教大学”。
进入现代以来，由于比利时处于德、法之间，使得鲁汶大学饱受战争之苦。第一次世界大战和第二次世界大战中，比利时都未能幸免，被德国二度占领。鲁汶大学亦经历浩劫，其中著名的图书馆两次被焚为灰烬。1914年，大礼堂和图书馆被德国人烧毁，三十万册书籍化为灰烬。战后在美国和国际组织资助下，重建了图书馆。不幸的是，二战中图书馆再次被焚。九十万卷书只剩下一万五千卷，整个学校受到极大破坏。二战以后才又重新恢复，学生人数逐年增加。

### 荷兰语鲁汶天主教大学
20世纪60年代开始，学校再次受到政治影响，说荷兰语的教授和学生要求将说法语的人士赶出学校，两方发生严重冲突。当时的比利时首相保罗·范登布伊南茨不同意学校分裂，结果比利时政府中有八位弗拉芒族大臣自主离职，导致内阁空虚；范登布伊南茨无力支撑局面，不得不宣布辞职。新大选之后，比利时政府最终作出裁决：鲁汶天主教大学一分为二。1970年，鲁汶天主教大学正式分裂成两所大学：荷兰语鲁汶天主教大学（简称荷语鲁汶）与法语鲁汶天主教大学（简称法语鲁汶）。前者留在原址，后者绝大部分系迁往新建的新鲁汶，医学院迁往布鲁塞尔附近。

## 学院構成
荷兰语鲁汶天主教大学在很多学术领域进行了卓有成效的研究的同时，提供了学士、硕士和博士学位，部分学位以英语授课，其研究和教学职能主要有14个学院、一个协会、一个学术培训中心担负：
- 神学院（Faculty of Theology）
- 教会法学院（Faculty of Canon Law）
- 高等哲学研究所（荷兰语缩写：HIW，哲学院，Institute of Philosophy）
- 法学院（Faculty of Law）
- 经济学院（Faculty of Business and Economics）
- 社会科学院（Faculty of Social Sciences）
- 文学院（Faculty of Arts）
- 心理学与教育科学学院（Faculty of Psychology and Educational Sciences）
- 科学院（Faculty of Science）
- 工程科学学院（Faculty of Engineering Science）
- 工程技术学院（Faculty of Engineering Technology）
- 生物工程学院（Faculty of Bioscience Engineering）
- 医学院（Faculty of Medicine）
- 药物科学院（Faculty of Pharmaceutical Sciences）
- 运动学和康复科学学院（Faculty of Kinesiology and Rehabilitation Sciences）
- 学术教师培训中心（Centre of Academic Teacher Training）

## 學術

### 教学
在荷兰语鲁汶天主教大学，科研和教学是紧密相连的，教学的目的在于培养学生组织知识的能力。学生们以自己领域的坚实知识，再加上广泛地涉猎其他领域的知识，培养出一种科学的研究态度：掌握获得科研成果的方法、探究实证与资料的思维技巧，评判和科学的态度。此外，学生们也把他们的大学教育扩展到广义的美学、文化及社会教育方面。由此学生有能力自主建立切题及深入的观点，正确处理并勇于负担社会责任。 
荷兰语鲁汶天主教大学在实践教学目标上，以高素质为诉求。内部的评鉴制度与来自校外的督察，不仅把大学的现有素质呈现出来，同时也是后续素质追踪与改进的依据。鲁汶天主教大学藉此致力于建立一个欧洲与弗拉芒大区最高素质的学府。 
素质的确保与发展是一个有动力的过程，在这个过程中需要给新的倡议以空间。“教学发展与实践计划”（OOI），于1997年成立，其宗旨是给创新型的教师研发新的工作模式的机会。教学发展基金（OOF）激励了在联盟层面的教学改革。荷兰语鲁汶天主教大学联盟内部科系转换规划的完成，由联盟内各高校及荷兰语鲁汶天主教大学所提供的研究计划得以顺畅地转换。OOI和OOF计划使荷兰语鲁汶天主教大学有能力朝这个目标去努力。
科尔特赖克分校的加入，对荷兰语鲁汶天主教大学的整个教育体系来说具有相当重要意义。其自主的行事方针及特殊引人之处，使科尔特赖克分校成为一个理想的高等教育的起步点。学府虽小，但并不阻碍其与大型学府的相容，地区性的特质也可与国际开放性配合无间。荷兰语鲁汶天主教大学与科尔特赖克分校的密切关系，不仅使双方在人事与想法上能做有效地交换，同时也是双方未来良好关系的保证。

### 科研
荷兰语鲁汶天主教大学在2008-2009学年科研经费达两亿九千六百万欧元。它的成长主要是在专项研究基金（BOF）、荷兰语鲁汶天主教大学研发中心及学术研究基金（FWO）这三方面。此外弗拉芒政府提出的几个研究计划，也将使科研经费持续增长下去。这些计划包括：招揽国外享誉国际的或具国际级潜能的研究专才来比利时的Odysseus计划，Methusalem计划则继续资助杰出研究人才经费，还有资助购买精密科学仪器的Hercules计划。 
与此同时，荷兰语鲁汶天主教大学本身也完成了一项很重要的配合动作，即内部经费的分配。于1996年，资助医学院、科学院、工学院及生物工程学院的各研究小组的研究经费占总经费支出的百分之八十，而2005年，则只占百分之六十五。在同段时期，拨给人文科学院系各研究小组的研究经费的增幅则高达百分之百到百分之三百之间。博士班人数在最后这几年也有巨幅的增加，而且还在持续增加中（至2008年达530名，其中有151名外籍博士生）。在过去的这几年中，经思考研究，为博士班学生拟定出了一个能力模式标准，即博士生除了从研究过程中取得知识与能力外，离校后在工作生涯中所需具备的各种能力也成了他们必须学习的项目。

### 合作
荷兰语鲁汶天主教大学是欧洲研究型大学联盟（LERU）的成员之一，也是欧洲古大学科英布拉集团的创始成员之一，还是欧洲研究型大学联盟（LERU）的创始成员。科英布拉集團的执行主席即为荷兰语鲁汶天主教大学理学院物理系的Guido Langouche教授。而欧盟研究型大学的总部也在荷兰语鲁汶天主教大学。
在比利时，荷兰语鲁汶天主教大学是荷兰语鲁汶天主教大学联盟的首席大学，与其他13所高等教育机构形成比利时荷兰语区最大的教育联合体，2008-2009学年荷兰语鲁汶天主教大学联盟在校总学生数大约为88700人，分布在荷兰语区的23个城镇。
在中國大陸，荷兰语鲁汶天主教大学与北京大学、复旦大学、华东师范大学、浙江大学、清华大学等均有合作协议。2012年10月24日，华东师范大学与鲁汶大学共同成立中欧文化研究中心，同时首届“鲁汶日”也在华东师大校园内成功举办。

### 大学排名
它在大部分排名中都位于全球前100之内。

## 校园环境

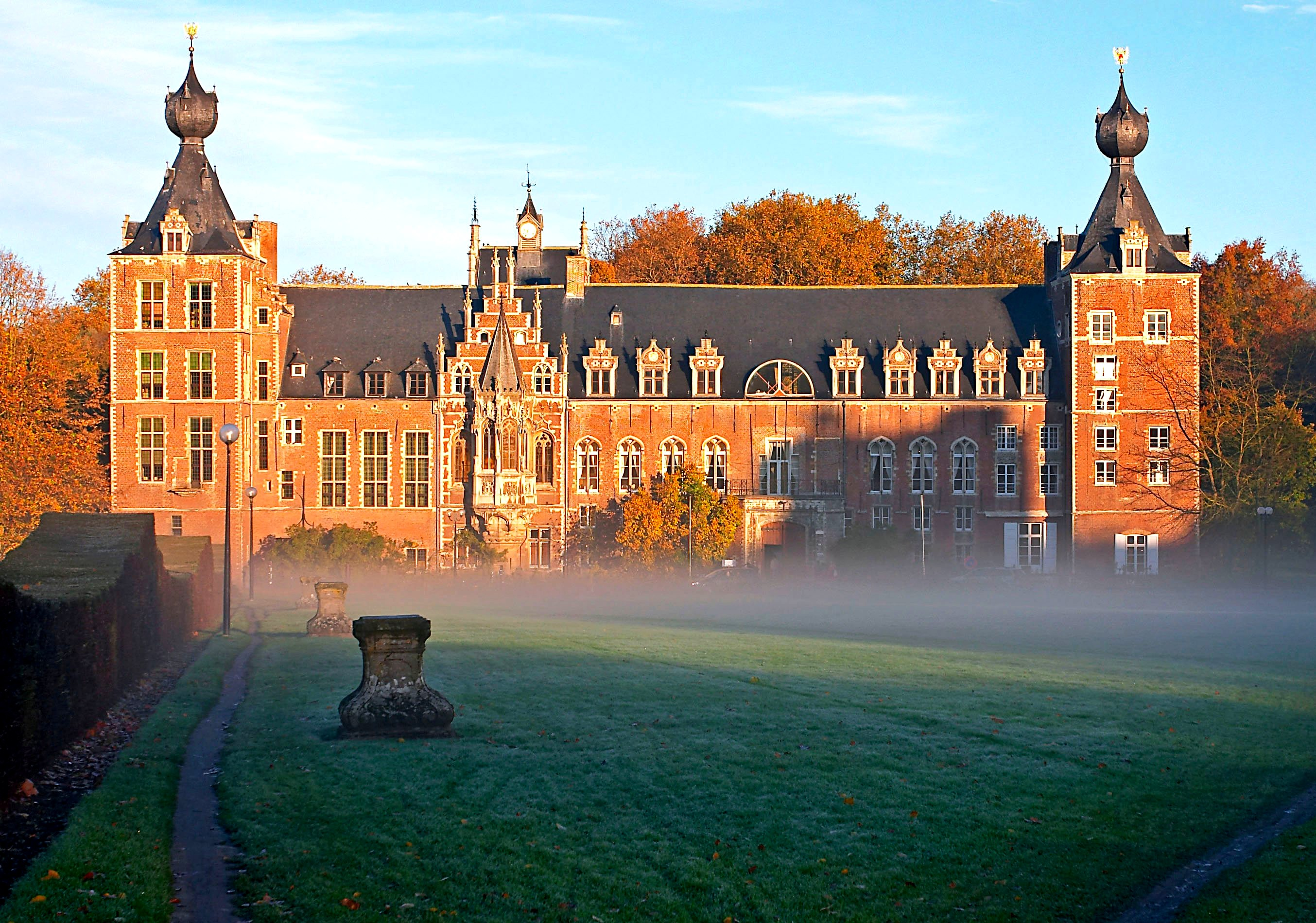
阿伦贝格城堡，现为鲁汶大学工程学院所在。

在悠久的历史和优美的环境中，鲁汶天主教大学的各个学院分布于鲁汶市中。没有统一的教学区或学生宿舍区，整个大学掩映在美丽的鲁汶市中。
校产中有联合国世界遗产一处，名为大贝居安会院，范围包括哥特式教堂一座和周围保存完好的欧洲中世纪住宅区。大贝居安会院的创建可追溯到公元1305年，“贝居安会院”（荷蘭語：Begijnhof），英文意即“Garden of Begijins”，指里面居住的最早是那些有自己的财产家庭却将终身奉献给教会的女子，她们的丈夫多死于十字军东征。

## 著名校友
- 赫尔曼·范龙佩，首任歐洲理事會常任主席，前比利时首相
- 許舒博，中華民國立委，中華民國全國商業總會理事長
- 馬提亞斯·科爾曼，澳大利亚政治家
- 阿卜杜勒·卡迪尔·汗，巴基斯坦核武之父
- 西蒙·米尼奧萊，比利时职业足球运动员